# スタッド・デュ・アモー
スタッド・デュ・アモー（Stade du Hameau）は、フランス, ピレネー＝アトランティック県, ポーにある多目的スタジアム。ラグビーユニオンのセクシオン・パロワーズがホームスタジアムとして使用している。収容人数は18,324人。